# Tafamidis
Tafamidis (INN, o Fx-1006A, nome commerciale Vyndaqel) è un farmaco usato per il miglioramento delle amiloidosi ereditarie transtiretina-correlate e della polineuropatia amiloide familiare, una malattia neurodegenerativa rara ma letale.
Il farmaco è stato approvato dall'Agenzia europea per i medicinali nel novembre 2011 e dalle agenzie regolatorie giapponesi.
Tafamidis è stato scoperto da Jeffery W. Kelly nei laboratori della Scripps Research Institute e successivamente studiato come farmaco dalla FoldRx, poi acquisita da Pfizer.